# SB-399885
La SB-399885 es un fármaco utilizado en investigaciones cienctíficas. Actúa como un potente receptor antagonista 5-HT6 selectivo y oralmente activo con un Kd de 9.0nM. Este fármaco junto a otros antagonistas 5-HT6 muestran efectos nootrópicos en estudios con animales, así como también efectos antidepresivos y ansiolíticos comparables y sinérgicos con fármacos tales como la imipramina y el diazepam, y ha sido propuesto como un potencial nuevo tratamiento para desórdenes cognitivos tales como la esquizofrenia y enfermedad de Alzheimer.